# Pseudomyra
Pseudomyra is een geslacht van kreeftachtigen uit de klasse van de Malacostraca (hogere kreeftachtigen).

## Soort
- Pseudomyra mbizi Capart, 1951